# Ludia brevipes
Ludia brevipes är en videväxtart som beskrevs av Herman Otto Sleumer. Ludia brevipes ingår i släktet Ludia och familjen videväxter. Inga underarter finns listade i Catalogue of Life.